# ASL Airlines Belgium
ASL Airlines Belgium (ehemals TNT Airways) ist eine belgische Frachtfluggesellschaft mit Sitz in Lüttich und eine Tochtergesellschaft der ASL Aviation Holdings.

## Geschichte

### Gründung und erste Jahre
TNT Airways wurde am 20. Juli 1999 als eigene Frachtfluggesellschaft zur Abwicklung der Lufttransporte für den Konzernbereich TNT Express gegründet. Bevor TNT Airways eigene Frachtflugzeuge betrieb, flogen andere Frachtfluggesellschaften im Wet-Lease-Verfahren für TNT. Noch heute werden Frachtflugzeuge anderer Fluggesellschaften im Wet-Lease-Verfahren eingesetzt. Als einzige westliche Fluggesellschaft nutzte TNT Airways die Tupolew Tu-204. Die gewinnträchtigsten Hauptstrecken von TNT Airways werden jedoch mit den eigenen Flugzeugen bedient.
Im Oktober 1999 erwarb TNT Airways die belgische Lufttransport-Lizenz (AOC). Als erstes eigenes Frachtflugzeug wurde im Januar 2000 eine BAe 146-300QT in Belgien zugelassen. Als TNT Airways im Februar 2000 die Betriebsgenehmigung als Frachtfluggesellschaft erhielt, setzte sie die BAe 146-300QT zunächst zwischen Lüttich und Wien ein. Im Juli 2000 nahm sie mit ihrem ersten Airbus A300B4-200F den Frachtflugdienst zwischen Lüttich und Edinburgh auf.
Im August 2000 wurde TNT Airways Vollmitglied der IATA. Bereits im Oktober 2001 flog sie mit einer Boeing 747-400F sieben Ziele in Afrika an. Im November 2001 führte sie für KLM Cargo Liniendienste durch. Einen weiteren wichtigen Schritt zur Ausweitung des TNT-Streckennetzes über Europa hinaus stellte im Februar 2002 die US-Genehmigung für Flüge zwischen den USA und Belgien sowie innerhalb der USA dar.
Unter Lizenz von Emirates führte TNT Airways im September 2002 mit einer Boeing 747-400F wöchentliche Dienste nach Hongkong durch. Gleich im darauffolgenden Monat schloss TNT Airways mit China Southern Airlines ein Code-Share-Abkommen für tägliche Flüge mit 747-Frachtern zwischen Lüttich, Shanghai und Shenzhen ab.
Im Februar 2003 erwarb TNT zwei Boeing 737-300SF, womit sie im Juli 2003 Streckendienste von Lüttich nach Madrid und Vitoria-Gasteiz in Spanien aufnahm.
Am Heimatflughafen in Lüttich wurden rund 38 Millionen Euro investiert, um das eigene Frachtzentrum auszubauen und das größte Drehkreuz der Gesellschaft zu errichten. Ende Juli 2011 erhielt TNT ihre erste von drei bestellten Boeing 777F.

### Einstieg in das Passagiergeschäft
Seit April 2002 durfte TNT Airways an ihrem Heimatflughafen Lüttich auch Passagierabfertigungen durchführen. Gelegentlich führte TNT Airways auch selbst Passagierflüge durch. Hierzu erwarb sie im März 2004 die Passagiertransport-Lizenz. Im selben Monat führte sie Charterflüge für Club Med zu verschiedenen Ferienflugzielen am Mittelmeer durch. Gleichzeitig kaufte sie fünf Boeing 737-300, davon zwei in Quick-Change-Version (QC), sodass diese auch im Frachtflugverkehr eingesetzt werden konnten.

### Angekündigte Übernahme durch ASL Aviation Group
Für Mitte 2016 wurde die Übernahme von TNT Airways und PAN Air Líneas Aéreas, einer Tochtergesellschaft der TNT Express Spain, durch die irische ASL Aviation Group angekündigt, die damit als Großauftragnehmerin des US-amerikanischen Kurier- und Logistikunternehmens FedEx zugleich die bisherigen Großaufträge von TNT Express an TNT Airways fortführt. Im Rahmen der mittlerweile wettbewerbsrechtlich genehmigten Übernahme von TNT durch FedEx musste TNT jedoch vor einem Abschluss der Transaktion TNT Airways abgeben, da der Besitz von Stimmrechten an EU-Fluglinien durch Nichteuropäer beschränkt ist.

## Flugziele
ASL Airlines Belgium führt vom Flughafen Lüttich hauptsächlich Frachtflüge weltweit mit Schwerpunkt Europa durch.
Es werden täglich Flüge zum Flughafen Erfurt-Weimar durchgeführt, welcher als Umschlagplatz von TNT dient.

## Flotte

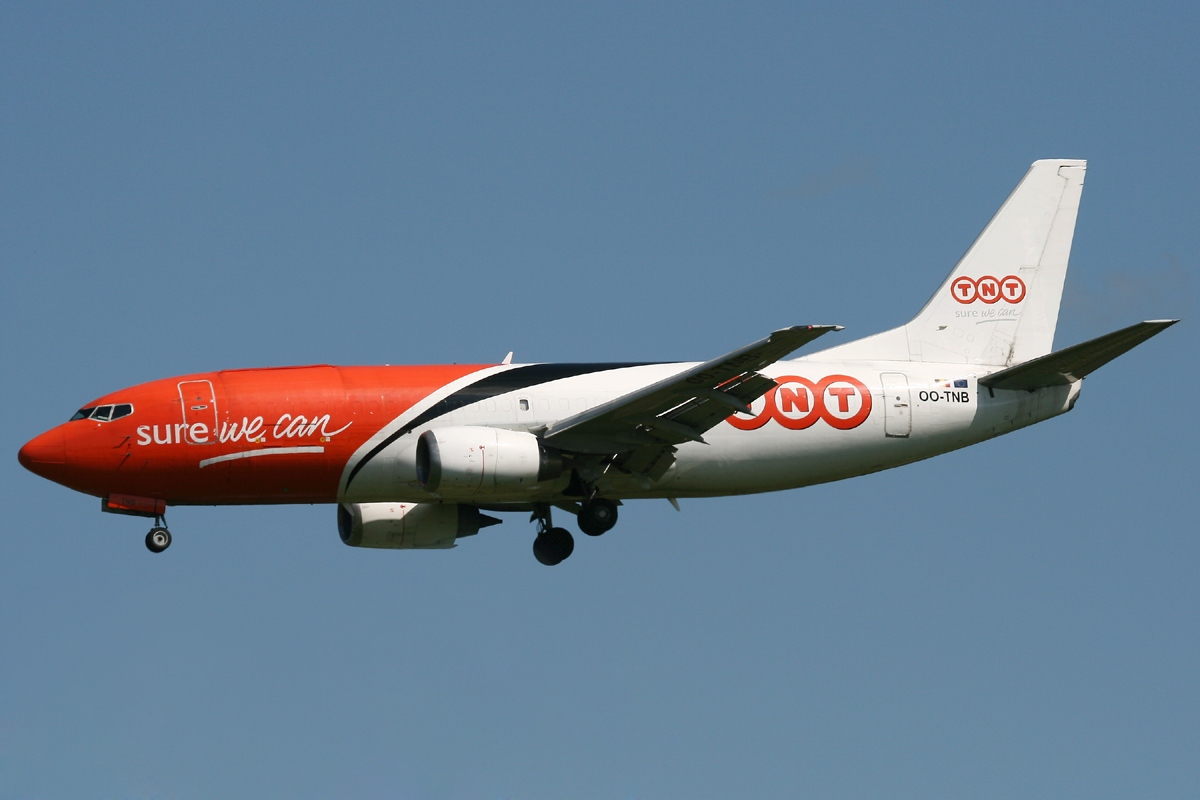
Boeing 737-300 der ASL Airlines Belgium in alter TNT-Bemalung

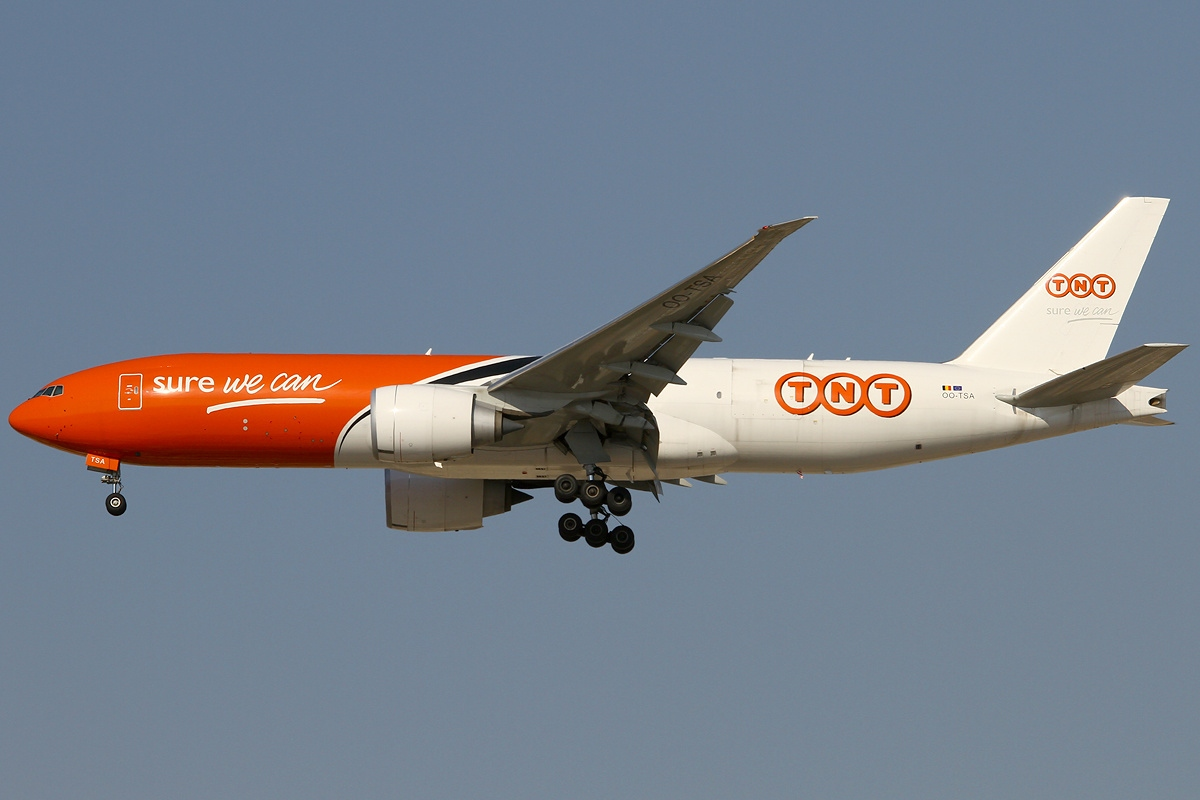
Boeing 777F der ASL Airlines Belgium in alter TNT-Bemalung

### Aktuelle Flotte
Mit Stand April 2025 besteht die Flotte der ASL Airlines Belgium aus 35 Frachtflugzeugen mit einem Durchschnittsalter von 21,8 Jahren:
| Flugzeugtyp       | Anzahl | bestellt | Anmerkungen                                                           | Durchschnittsalter |
| ----------------- | ------ | -------- | --------------------------------------------------------------------- | ------------------ |
| Boeing 737-400BCF | 07     | 0        | einer inaktiv; eine betrieben für FedEx Express                       | 29,5 Jahre         |
| Boeing 737-800BCF | 23     | 0        | mit Winglets ausgestattet; fünf betrieben für FedEx Express           | 19,9 Jahre         |
| Boeing 747-400ERF | 05     | 0        | zwei betrieben durch Nippon Cargo Airlines, eine durch China Airlines | 19,4 Jahre         |
| Gesamt            | 35     | -        |                                                                       | 21,8 Jahre         |

### Ehemalige Flugzeugtypen
In der Vergangenheit setzte ASL Airlines Belgium bereits folgende Flugzeugtypen ein:
- Boeing 737-300
- Boeing 757-200PF
- Boeing 777F